# Hans Dittmar
Hans Erik Dittmar (ur. 14 listopada 1902 w Helsinkach, zm. 20 czerwca 1967 tamże) – fiński żeglarz, dwukrotny olimpijczyk, zdobywca brązowego medalu w regatach na letnich igrzyskach olimpijskich w 1924 roku w Paryżu.
Na Letnich Igrzyskach Olimpijskich 1924 zdobył brąz w żeglarskiej klasie monotyp olimpijski. Dwadzieścia osiem lat później zajął zaś 8 lokatę w klasie 5,5 metra na jachcie Teresita. Załogę uzupełniali wówczas Erik Stadigh i Aarne Castrén.